# Офаненго
Офанѐнго (на италиански: Offanengo, на местен диалект: Fanench, Фаненк) е градче и община в Северна Италия, провинция Кремона, регион Ломбардия. Разположено е на 80 m надморска височина. Населението на общината е 6028 души (към 2016 г.).